# 林一吉
林 一吉（はやし かつよし）は、安土桃山時代から江戸時代初期にかけての武将。土佐藩家老。土佐国高岡郡窪川城主。家禄は5000石。

## 生涯
尾張国の戦国大名・織田氏の家臣である林秀貞の三男として美濃国岐阜城下にて誕生した。初名は勝吉。
筆頭家老であった父・秀貞と同じく織田信長に仕えるが、天正8年（1580年）8月18日、父と共に主君・信長によって突然追放され、山城国に籠居した。天正10年（1582年）6月2日、本能寺の変において信長が討たれると、播磨国姫路に赴いて織田家臣の山内一豊に仕えた。これは一豊とは旧知の間柄で、「互いにどちらか、先に領主と成った方に仕えよう」と約束をしていたためといわれる。一豊から偏諱を受け一吉（かつよし）と改める。また林伊賀守と称した。
以後家臣として活躍し、天正13年（1585年）に近江国長浜城主となった山内一豊に従い、近江に移る。天正18年7月（1590年8月）、豊臣秀吉の北条氏政征伐の時には近江長浜より出陣し、櫓を攻め取り功名を挙げる。同年、一豊が遠江国掛川移封に伴い、遠江で500石を与えられた。
慶長5年（1600年）、陸奥国会津の上杉征伐には嫡子・勝久を出陣させ、自らは寺村重友と共に留守居役となる。慶長6年（1601年）、主君・一豊が土佐9万8000石に封じられると、「山内」の名字と土佐高岡郡仁井田・窪川両郷を与えられ、代官兼窪川初代家老職を命じられる。その後、窪川城を修築して城下町の基礎を作り、荒野を開拓させ新田開発に尽力した。
慶長9年（1604年）、死去した。

## 系譜
美濃林氏は、越智姓で伊予河野氏の支流。林勝吉の父林秀貞はもと織田信長の家臣。勝吉が山内一豊に仕え、土佐入国の時に窪川を領して以降、6代110年にわたって善政を敷く。
- 曾祖父：林通村（佐渡守）
  - 祖父：林通安（八郎左衛門）
    - 父：林秀貞（佐渡守）、織田信長家臣
      - 姉：林通政の室
      - 義兄：林通政（新次郎）、（生年不詳 - 1573年（天正元年））伊勢長島攻めで討死
      - 長兄：林光時（長左衛門）
      - 次兄：林光之（喜兵太）、本能寺の変の後、豊臣秀吉に仕える
      - 本人：林一吉（山内伊賀守）
        - 長男：林勝久（幼名彦市、のち山内右近）（1581年（天正9年） - 1652年（承応元年））
          - 孫：林勝政
            - 曾孫：林勝定
              - 玄孫：林勝知
                - 来孫：林勝興

    - 叔父：林通具（美作守）（1516年（永正13年） - 1556年9月27日（弘治2年8月24日））

  - 大叔父：林通忠

## 家臣
- 多賀五郎兵衛
- 浅野弥左衛門